# Paulo Almeida Ribeiro
Paulo Almeida Ribeiro, més conegut com a Paulinho, (15 d'abril de 1932 - 11 de juny de 2007) fou un futbolista brasiler i entrenador.

## Selecció del Brasil
Va formar part de l'equip brasiler a la Copa del Món de 1954.

## Palmarès
Internacional
- Campionat gaúcho: 1951, 1952, 1953.

Vasco da Gama
- Campeonato Carioca: 1956, 1958
- Torneio Rio-São Paulo: 1958